# Аннали Мечниковського Інституту
«Аннали Мечниковського інституту» — науковий журнал, заснований у 1905 році, відновлений в 2001 році Інститутом мікробіології і імунології імені І. І. Мечникова Академії медичних наук України.

## Основні дані
Свідоцтво про державну реєстрацію: КВ № 5849 від 11.02.2002. Фахова реєстрація у ВАК України: Постанова № 3-05/1 від 19.01.2006. Постанова № 2-05/5 від 18.11.2009 Галузь науки: медичні, фармацевтичні науки. З 2005 року випуск здійснюється в електронній формі ISSN 1995-6134. Періодичність: 4 рази на рік. Мова видання: українська, російська, англійська.

## Засновники
Інститут мікробіології і імунології імені І.І. Мечникова Академії медичних наук України

## Редакційна колегія
Головний редактор: Волянський Юрій Леонідович
Заступник головного редактора: Похил Сергій Іванович.
Члени редколегії: Бабич Є. М.; Бірюкова С. В.; Божков А. І.; Бондаренко Т. П.; Георгієвський В. П.; Гриценко І. С.; Кисличенко В. С.; Клімова О. М.; Коляда Т. І.; Надтока В. Л.; Полуянов В. П.; Руденко А. В.; Співак М. Я.; Циганенко А. Я.
Редакційна рада: Абідов М. Т.(Москва); Акназаров Б. К. (Бішкек); Бережнов С. П.; Ветютнева Н. О.; Вербицький П. І.; Виноград Н. О.; Головко А. М.; Гочмуразов Г. К. (Ашгабад); Гулюкін М. І. (Москва); Дроговоз С. М.; Коритнюк Р. С.; Коцюмбас І. Я.; Кременчуцький Г. М.; Мазур І. А.; Мазуркевич А. І.; Мальцев В. І.; Ощепков В. Г. (Омськ); Палій Г. К.; Самойленко А. Я. (Москва); Сельникова О. П.; Стегній Б. Т.; Фролов А. Ф.; Фролов В. М.; Шаповал В. Ф.; Широбоков В. П.; Lipowski A. (Pulawy); Mladen Gagrein (NoviSad); Sava Buncic (Bristol); Stanko Bobos (NoviSad); Tinatin Onashvili (Tbilisi)

## Адреса редакції
вул. Пушкінська, 14, Харків, Україна, 61057